# گوگل شاپینگ
گوگل شاپینگ (به انگلیسی: Google Shopping) به معنای فروشگاه گوگل که قبلاً با نام‌های جستجوی محصول گوگل، محصولات گوگل و فروگوگل شناخته می‌شده‌است، یک تجارت الکترونیک توسط گوگل است که ایدهٔ کریگ نویل-منینگ بوده‌است.